# 1719 aux échecs
| Années des échecs : 1716 - 1717 - 1718 - 1719 - 1720 - 1721 - 1722    |
| Décennies des échecs : 1680 - 1690 - 1700 - 1710 - 1720 - 1730 - 1740 |

Cet article présente les faits marquants de l'année 1719 aux échecs.

## Naissances
- Domenico Lorenzo Ponziani, compositeur d'études d'échecs italien du XVIIIe siècle.